# Circé (film, 1924)
Pour les articles homonymes, voir Circé (homonymie).
Pour plus de détails, voir Fiche technique et Distribution.
Circé (Circe, the Enchantress) est un film muet américain réalisé par Robert Z. Leonard, sorti en 1924. Une copie quasi complète de cette œuvre longtemps considérée comme perdue a été découverte en 2023 dans des archives cinématographiques de Prague.

## Synopsis
Cecilie Brunne, désillusionnée à 18 ans après avoir quitté un couvent de la Nouvelle-Orléans, jure que tous les hommes paieront pour ce qu'elle a perdu. Insensible au désir qu'elle suscite, elle tourmente ses victimes. Seul le Docteur Van Martyn résiste à ses charmes. D'abord dépitée, elle trouve la vie impossible sans son amour et donne une fête sauvage dans sa villa de Long Island. À l'apogée d'une orgie de boisson, de jeux de hasard et de danse, Cecilie se rend compte qu'elle ne peut pas continuer cette vie et elle se retire au couvent de la Nouvelle-Orléans. Un jour, elle se fait écraser en sauvant la vie d'un enfant et on craint qu'elle ne puisse plus jamais marcher. Van Martyn entre dans la pièce et Cecilie trébuche dans ses bras.

## Fiche technique
- Titre original : Circe, the Enchantress
- Titre français : Circé
- Réalisation : Robert Z. Leonard
- Scénario : Vicente Blasco Ibáñez
- Direction artistique : Cedric Gibbons
- Photographie : Oliver T. Marsh
- Production : Robert Z. Leonard
- Société de production : Tiffany Productions
- Société de distribution : Metro-Goldwyn Pictures
- Pays d'origine :  États-Unis
- Langue originale : anglais
- Format : Noir et blanc  — 35 mm — 1,33:1 — Film muet
- Genre : drame
- Durée : 74 minutes
- Dates de sortie : États-Unis : 6 octobre 1924

## Distribution
- Mae Murray : Circé / Cecilie Brunne
- James Kirkwood : Wesley Van Martyn
- Tom Ricketts : Archibald Crumm
- Charles K. Gerrard : Ballard Barrett
- William Haines : William Craig
- Lillian Langdon : Sœur Agatha
- Gene Cameron : Mme Ducelle